# Jo Maso
Jo Maso (Perpinyà, 17 de febrer de 1944) és un antic jugador de rugbi a XV i a XIII nascut a la Catalunya del Nord. Va jugar amb la selecció francesa. La seva posició de joc era centre o mig d'obertura.
Col·laborà en l'obtenció, el 1968, del primer Grand Slam de l'equip nacional francès, i els seus rivals neozelandesos el van distingir com a millor atacant mundial. Per a l'anècdota, li va ser retret llavors pels dirigents francesos de tenir els cabells massa llargs. El 1995 va ser nomenat gerent del XV de França que s'emportà els grand slams dels anys 1997, 1998, 2002 i 2004.

## Carrera de jugador

### En club
- XIII Català
- USAP
- RC Toló
- RC Narbona
- USAP de nou, on acabà la seva carrera el 1983. A continuació, es feu entrenador.

### En l'equip nacional
La seva primera selecció en equip de França va ser el 9 d'abril de 1966, contra Itàlia.

## Palmarès com a jugador

### En club
- Finalista del campionat de França : 1974 amb Narbona
- Vencedor de la competició Yves du Manoir : 1974 amb Narbona
- Finalista : 1965 amb Perpinyà
- Finalista de l'escut de tardor : 1971, 1974 amb Narbona

### En equip nacional
- 25 seleccions en equip de França entre 1966 i 1973
- 4 proves (15 punts)
- Seleccions per any : 2 el 1966, 2 el 1967, 8 el 1968, 3 el 1969, 3 el 1971, 3 el 1972, 4 el 1973
- Grand slam : 1968
- Vencedor del torneig de les cinc nacions : 1967
- 3 seleccions amb els Barbarians britànics
- 1 selecció amb la Resta del món l'abril de 1971, en el centenari de la R.F.U. (Home Union anglesa), a Twickenham